# 1909 en aéronautique
Chronologie de l'aéronautique
- 1905
- 1906
- 1907
- 1908
- 1909
- 1910
- 1911
- 1912
- 1913

Cet article présente les faits marquants de l'année 1909 en aéronautique.

## Évènements
- Publication à Paris de l'ouvrage de François Perey « Les Oiseaux Artificiels », rapportant notamment un entretien avec René Esnault-Pelterie : « Il est possible d'annoncer déjà le moteur sans pièces mobiles, sans hélice, le moteur à réaction qui réalisera deux mille kilomètres à l'heure ».

### Janvier
- 12 janvier : premier vol d'un pilote allemand en Allemagne.

- 23 janvier : premier vol du Blériot XI qui traversera la Manche.

### Février
- René Hanriot fonde la Société des monoplans Hanriot.

- 3 février au 30 mars : Wilbur Wright s'installe à Pau (France) et réalise des vols promotionnels courts mais le plus souvent en présence de personnalités tels les Rois d'Espagne et d'Angleterre ou d'autres clients potentiels.

- 23 février : John McCurdy effectue le premier vol en avion au Canada sur un « Curtiss » baptisé « Silver Dart », un appareil monoplace biplan de 14,9 m d'envergure qu'il a lui-même conçu, la construction ayant été assurée par l’Aerial Experimental Association d’Alexander Graham Bell. L'aviateur va voler sur une distance de 800 mètres, à une hauteur de 3 à 9 mètres, sur le lac Bras d’or[1].

### Mars
- 15 mars : premier vol de l'avion britannique « Short-Wright Glider ».

### Avril
- Henri Farman réalise le premier vol d'un Farman III, premier avion entièrement dessiné par les frères Farman.

- 23 avril : le Français Legagneux signe le premier vol en avion à Vienne (Autriche) sur un « Voisin ».

- 24 avril : Wilburg Wright est à Rome et effectue un vol avec l'ambassadeur des États-Unis en Italie en présence du Roi d'Italie.

### Mai
- 2 mai : John Moore-Brabazon réalise un vol de 457 m. C'est le premier vol officiellement reconnu d'un Britannique.

- 7 mai : Léon Levavasseur a construit le premier simulateur de vol pour l'entraînement au pilotage au sol : le "tonneau Antoinette".

- 7 mai : le Comité de Défense Impériale britannique approuva la construction par la firme Vickers d’un dirigeable rigide, inspiré des productions Zeppelin, devant être utilisé comme appareil de reconnaissance et d’observation par la Royal Navy.

- 20 mai : le Français Gaston Tissandier (1843 - 1899) bat le record de vitesse pure en avion sur un « Wright » : 54,810 km/h.

- 23 mai : premier meeting aérien à Viry-Châtillon, sur le terrain de Port-Aviation qui fut le premier aérodrome au monde conçu pour accueillir les meetings avec une piste en ellipse de 4 km et des gradins de 7 000 places.

- 31 mai : Après un raid aérien avorté du lac de Constance à Berlin, le dirigeable Zeppelin II s'écrase contre un arbre près de Göppingen, endommageant l'avant et l'enveloppe de l'appareil[2].

### Juin
- 12 juin : à Issy-les-Moulineaux, Louis Blériot effectue le premier vol avec deux passagers : Alberto Santos-Dumont et André Fournier.

### Juillet
- 13 juillet : premier vol de l'avion britannique « A.V. Roe ».

- 18 juillet, France : premier vol acrobatique de l'histoire de l'aviation par Eugène Lefebvre à Reims.

- 18 juillet, France : le meeting d'aviation de Vichy commence et se tiendra durant une semaine : 10 000 à 20 000 personnes sont présentes pour l'ouverture de la compétition qui va se révéler catastrophique: à cause du vent, aucun aviateur ne tente un vol à l'exception en fin de journée de Tissandier, ce qui va échauffer les esprits[3]...

- 20 juillet : le Belge J. Olieslagers bat le record de distance en circuit fermé sur un « Blériot » : 391,750 km.

- 25 juillet :
  - première traversée de la Manche à bord d'un avion, effectuée  en 38 min par Louis Blériot sur un monoplan de sa conception, le Type XI, entre Calais et Douvres;
  - le pilote Van den Schkrouff, probablement russe, réalise le premier vol en avion en Russie sur un « Voisin ».

- 27 juillet : premier vol de l'Antoinette VII.

- 29 juillet : le Français Legagneux signe le premier vol en avion en Suède (Stockholm) sur un « Voisin ».

### Août
- 7 août : le Français Roger Sommer tient l'air pendant deux heures, 27 minutes et 15 secondes.

- 22 au 29 août : premier meeting international d'aviation à Reims : il est organisé par le marquis de Polignac. Après éliminatoires du 22 au 28 août mettant aux prises 36 appareils dans des épreuves de vitesse sur des distances de 10 et 30 km, trois pilotes restent en lice le dernier jour pour les finales : L'Américain Glenn Curtiss et les Français Hubert Latham et Louis Blériot. Curtiss remporte la course de vitesse devant Blériot (75 km/h), Latham remporte le prix des passagers (course de 10 km avec deux passagers) et le prix de l'altitude (155 mètres). Blériot remporte la course du tour de piste (10 km).

- 27 août : Henri Farman établit sur un Farman III le record du monde distance mais aussi de durée en parcourant à Reims 180 km en 3 heures et 3 minutes, à l'occasion du meeting de Bétheny. L'aviateur a ainsi amélioré les performances de Louis Paulhan, qui deux jours plus tôt avait établi les records dans les deux disciplines, soit 135 kilomètres en 2 heures, 43 minutes et 24 secondes 4/5[4].

- 28 août : Glenn Curtiss remporte la coupe Gordon-Bennett avec son Curtiss-Herring no 1 « Reims Racer » à moteur V8 d'une puissance de 60 chevaux, avec un chrono de quinze minutes et cinquante secondes[5].

- 31 août : premier vol de Wilbur Wright en Allemagne (Berlin).

### Septembre
- 7 septembre : à Viry-Châtillon (terrain de Port-Aviation), Eugène Lefebvre est le premier pilote tué dans un accident d'avion.

- 25 septembre :
  - France : à l’occasion des grandes manœuvres militaires d’automne, le dirigeable La République s’écrase  à Trévol (Allier), non loin de Moulins, provoquant la mort de ses 4 passagers : les adjudants Vincenot et Réau, le lieutenant Chauré et le capitaine Marchal[6].
  - ouverture à Paris du « Salon de la Locomotion Aérienne ».
- 26 septembre : Sous l'impulsion de l’Aéro-club impérial, de l’Automobile-club impérial et de la Société berlinoise de navigation aérienne, a lieu le meeting aérienne de Berlin qui se tiendra durant une semaine, avec des épreuves réservées aux pilotes allemands et d'autres ouvertes aux compétiteurs étrangers [7]

- 27 septembre : le Français Legagneux vole à Moscou sur un « Voisin ».

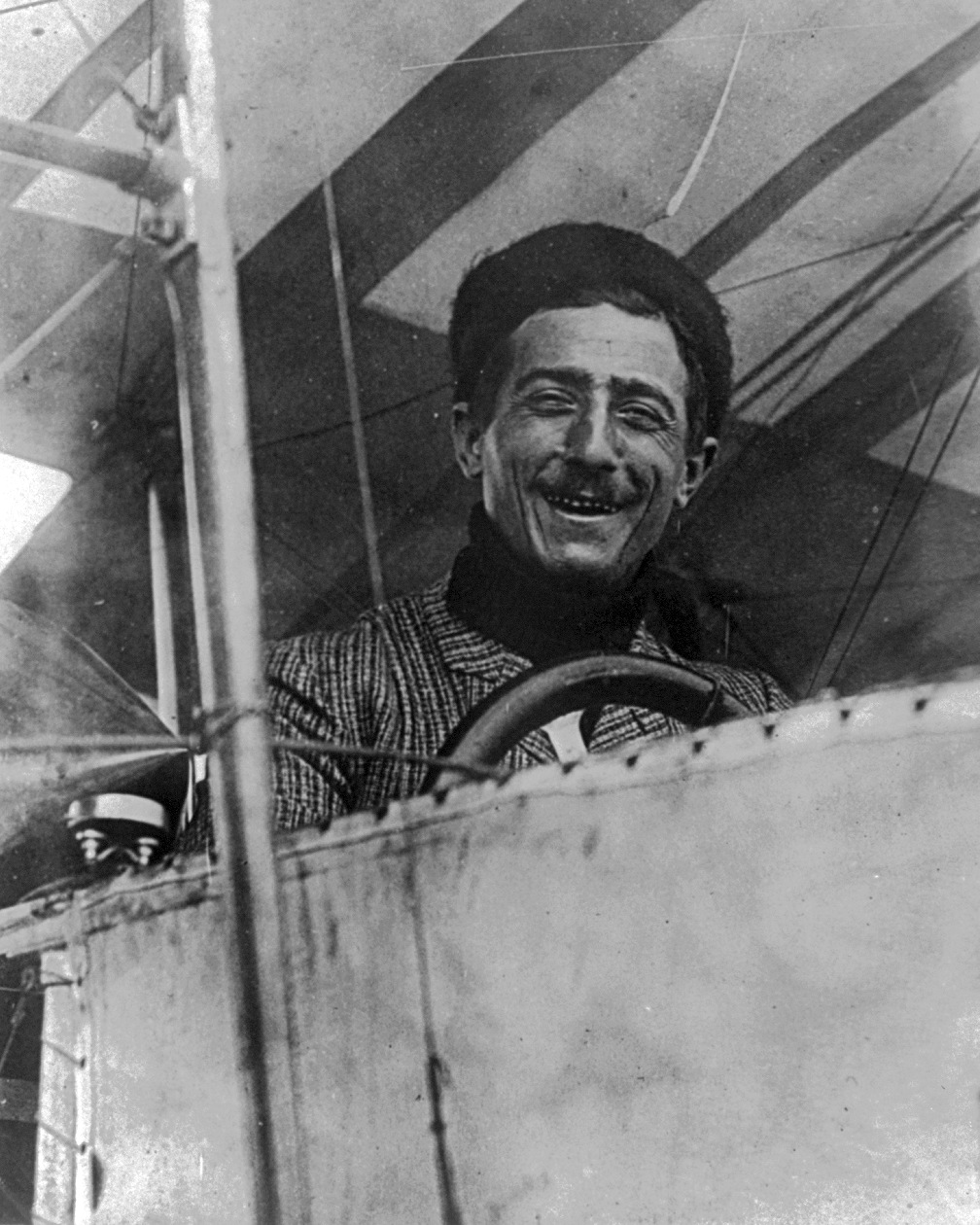
Louis Paulhan en 1909

### Octobre
- 7 octobre : les autorités françaises instaurent le brevet de pilote à compter du 1er janvier 1910. Afin de récompenser les pionniers, les seize premiers brevets de pilotes sont attribués dès ce 7 octobre 1909. Pour éviter tous débats, il est décidé d'attribuer ces premiers brevets par ordre alphabétique. Deux numéros « bis » (5 et 10) et pas de numéro 13.

No 1. Louis Blériot (Français)
No 2. Glenn Curtiss (Américain)
No 3. Léon Delagrange (Français)
No 4. Robert Esnault-Pelterie (Français)
No 5. Henri Farman (Français)
No 5bis. Ferdinand Ferber (Français)
No 6. Maurice Farman (Français)
No 7. Jean Gobron (Français)
No 8. Charles de Lambert (Français)
No 9. Hubert Latham (Français)
No 10. Louis Paulhan (Français)
No 10bis. Paul Tissandier (Français)
No 11. Henri Rougier (Français)
No 12. Alberto Santos-Dumont (Brésilien)
No 14. Orville Wright (Américain)
No 15. Wilbur Wright (Américain)
- 7 au 21 octobre : meeting de Port-Aviation.

- 10 octobre : Louis Blériot fonde la Compagnie Générale Transaérienne (CGT), première compagnie aérienne au monde à utiliser des avions (ballons et dirigeables jusque-là).

- 18 octobre : premier survol de Paris en avion par le comte de Lambert qui contourne la Tour Eiffel[8].

- 30 octobre : le Français Louis Blériot effectue le premier vol en avion en Roumanie (Bucarest).

- 30 octobre : Moore Brabazon remporte le prix du « Daily Mail » récompensant le premier aviateur britannique bouclant un circuit d'un mile (1 609 mètres) sur un avion entièrement britannique.

- 31 octobre : les forces de l'ordre interviennent au meeting d'aviation de Saint-Etienne pour tenter de ramener le calme face à un public très en colère compte tenu du spectacle offert: depuis deux jours, il n'est pas au rendez-vous, les aviateurs ne réussissant aucun vol![9]

### Novembre
- 3 novembre : le Français Hubert Latham remporte la Coupe Michelin 1909 en effectuant un vol de 234 km en 4 heures, 19 minutes et 32 secondes, nouveaux records du monde de distance et de durée de vol. Farman réalise cette performance sur un Farman III.

- 18 novembre : un biplan Wright est présentée à Sydney (Australie).

- 25 novembre : le franco-suisse Albert Kimmerling effectue le premier vol en avion en Afrique du Sud (Le Cap) sur un « Voisin », ce qui en fait le 1er vol du continent africain pionnair-ge.com.

### Décembre
- Premier vol du premier avion sorti des ateliers de Havilland. Premiers vols du Hanriot type I de René Hanriot.

- 1er décembre : Hubert Latham atteint en avion l'altitude de 453 mètres.

- 12 décembre : lors d'une démonstration à Constantinople, Louis Blériot chute lourdement avec son appareil.

- 16 décembre : premier vol du premier avion Dufaux-4 construit en Suisse par les frères Armand et Henri Dufaux.